# Джордж, Глэдис
Глэдис Джордж (англ. Gladys George, урождённая Глэдис Клер Эванс (Gladys Clare Evans), 13 сентября 1900 — 8 декабря 1954) — американская актриса.

## Биография
Будущая актриса родилась 13 сентября 1900 года в американском городе Паттен, штат Мэн, появившись на свет во время американского турне её отца и матери, британских театральных актёров. Сама Глэдис попала на сцену ещё в раннем детстве и в возрасте трёх лет начала выступать вместе с родителями в водевиле под названием «Троица Клеров». В 1914 году она дебютировала на Бродвее в постановке «Помолвка», а спустя шесть лет впервые появилась на киноэкране в драме «Горячие доллары». Снявшись в начале 1920-х в нескольких немых картинах, Глэдис в 1921 году получила сильные ожоги во время пожара, и, так как актрисе было необходимо время на восстановление, её кинокарьера оборвалась.
В 1922 году она вышла замуж за актёра-неудачника Бена Эрвея и спустя восемь лет развелась с ним. В начале 1930-х Глэдис вновь стала играть на Бродвее — благодаря протекции своего второго супруга, Эдварда Фоулера, с которым сочеталась браком в 1933 году, — а в 1934 году состоялось её возвращение на экран. В том же году она заключила контракт с «MGM». В 1936 году Глэдис снялась в драме «Отвага — второе имя Керри» и за роль в этом фильме была номинировала на премию «Оскар», что стало самым большим достижением актрисы за всю её карьеру.
В период с конца 1930-х по середину 1940-х годов график актрисы был достаточно плотным. Наиболее значительными из её работ были драма 1937 года «Мадам Икс», историческая мелодрама 1938 года «Мария Антуанетта» (актриса исполнила роль мадам Дюбарри, а её партнёрами были Норма Ширер, Джон Берримор и Тайрон Пауэр), снятая в 1939 году криминальная драма Рауля Уолша «Судьба солдата в Америке» и фильм-нуар 1941 года «Мальтийский сокол», где Глэдис играла вместе с Хамфри Богартом и Мэри Астор. К тому времени актриса успела развестись с Фаулером и обзавестись третьим мужем — им стал актёр Леонард Пенн.
Далее карьера актрисы, которой было уже за сорок, начала угасать. На экране она появлялась все реже, и все чаще — на второстепенных ролях. В 1944 году она разошлась с Пенном и спустя два года вышла замуж в четвёртый раз, за некоего Кеннета Бредли, однако в 1950 году и этот брак окончился разводом. В начале 1950-х у Глэдис диагностировали рак горла, и 8 декабря 1954 года она скончалась в Лос-Анджелесе в возрасте пятидесяти четырёх лет.

## Фильмография
| Год  | На русском                     | На языке оригинала             | Роль                 |
| 1953 | Это случается каждый четверг   | It Happens Every Thursday      | Миссис Люсинда Холмс |
| 1951 | Сильвер-сити                   | Silver City                    | Миссис Барбер        |
| 1951 | Детективная история            | Detective Story                | Мисс Хатч            |
| 1951 | Он бежал всю дорогу            | He Ran All the Way             | Миссис Роби          |
| 1951 | Колыбельная Бродвея            | Lullaby of Broadway            | Джессика Говард      |
| 1950 | Девушка под прикрытием         | Undercover Girl                | Лиз Кроу             |
| 1950 | Яркий лист                     | Bright Leaf                    | Роуз                 |
| 1949 | Путь фламинго                  | Flamingo Road                  | Мэй Сандерс          |
| 1948 | Также известен, как джентльмен | Alias a Gentleman              | Мадж Пакстон         |
| 1947 | Дочь Милли                     | Millie’s Daughter              | Милли Мейтленд       |
| 1946 | Лучшие годы нашей жизни        | The Best Years of Our Lives    | Гортензия Дерри      |
| 1945 | Вступая в общество             | Steppin' in Society            | Пенелопа Вебстер     |
| 1944 | Менестрель                     | Minstrel Man                   | Мэй Уайт             |
| 1944 | Рождественские праздники       | Christmas Holiday              | Валери де Меро       |
| 1943 | Ничья любимая                  | Nobody’s Darling               | Ева Хоторн           |
| 1943 | Тернистый путь                 | The Hard Way                   | Лили Эмери           |
| 1943 | Хрустальный шар                | The Crystal Ball               | Мадам Зенобия        |
| 1941 | Мальтийский сокол              | The Maltese Falcon             | Ива Арчер            |
| 1941 | Отправление в путь             | Hit the Road                   | Молли Райан          |
| 1941 | Леди из Шайенна                | The Lady from Cheyenne         | Элси                 |
| 1940 | Путь всякой плоти              | The Way of All Flesh           | Анна Криза           |
| 1940 | Дом на берегу залива           | The House Across the Bay       | Мэри Богель          |
| 1939 | Дитя родилось                  | A Child Is Born                | Флоретт Лаверн       |
| 1939 | Судьба солдата в Америке       | The Roaring Twenties           | Панама Смит          |
| 1939 |                                | Here I Am a Stranger           | Клара Полдинг        |
| 1939 | Я из Миссури                   | I’m from Missouri              | Джули Блисс          |
| 1938 | Мария-Антуанетта               | Marie Antoinette               | мадам Дюбарри        |
| 1938 | Любовь — это головная боль     | Love Is a Headache             | Карлотта Ли          |
| 1937 | Мадам Икс                      | Madame X                       | Мадам Икс            |
| 1937 | Они дали ему пистолет          | They Gave Him a Gun            | Роуз Даффи           |
| 1936 | Отвага — второе имя Керри      | Valiant Is the Word for Carrie | Керри Снайдер        |
| 1934 |                                | Straight Is the Way            | Ширли                |
| 1921 | Дом, который построил джаз     | The House That Jazz Built      | Лила Дрейк           |
| 1921 | Цыплята                        | Chickens                       | Джулия Стоунмен      |
| 1921 | Лёгкий путь                    | The Easy Road                  | Изабель Грейс        |
| 1920 | Простые парни                  | Homespun Folks                 | Бола Роджерс         |
| 1920 | На глубине                     | Below the Surface              | Элис                 |
| 1920 | Женщина в чемодане             | The Woman in the Suitcase      | Этель                |
| 1919 | Горячие доллары                | Red Hot Dollars                | Джанет Мьюр          |

## Номинации
В 1937 году актриса была номинирована на премию «Оскар» за фильм «Отвага — второе имя Керри».